# Bréal-sous-Vitré
Bréal-sous-Vitré é uma comuna francesa na região administrativa da Bretanha, no departamento Ille-et-Vilaine. Estende-se por uma área de 5,77 km². Em 2010 a comuna tinha 660 habitantes (densidade: 114,4 hab./km²).